# Antonio Felici
Antonio Felici (Formia, 26 luglio 1968) è un giornalista, saggista e scrittore italiano.

## Carriera
Dal 1994 è il corrispondente in Italia di France Football, il periodico francese che assegna ogni anno il Pallone d'Oro, il più prestigioso premio calcistico internazionale. Per la testata parigina segue tutti gli avvenimenti italiani.
Dal 2011 al 2012 è stato vicedirettore del settimanale Betpress.
Per il mensile Il Sole 24 Ore Sport ha curato inchieste ed approfondimenti su calcio ed altri sport relativamente a temi di politica, economia, marketing e sponsorizzazioni.
È stato titolare della rubrica Felici e scontenti pubblicata dal bisettimanale Totoguida Scommesse.
È stato curatore dell'Annuario del Calcio Mondiale diretto da Salvatore Lo Presti, uno dei più importanti almanacchi di calcio internazionale. Ha seguito la realizzazione di tutte le 19 edizioni, a partire dal 1988.
Dal 2004 svolge un'intensa attività di opinionista radio e TV. In televisione nelle trasmissioni Cuore di Calcio, Rete Rete, Accademia del Calcio, A Tutto Campo e Viva il Calcio. Alla radio nelle trasmissioni Radio Radio lo Sport, Accademia del Calcio, A Tutto Campo e molte altre ancora. È stato co-conduttore ed opinionista delle trasmissioni quotidiane A tutto campo e Roma anch'io in onda su Radio IES 99,8. 
È stato opinionista, per alcune stagioni, del programma Zona11pm in onda su Rai Sport.
Esperto di calcio internazionale, dal 1988 al 1996 si è occupato diffusamente di estero per il Guerin Sportivo. Sul Corriere dello Sport, inoltre, dal 1991 al 1995 ha firmato una pagina settimanale sui campionati esteri. In periodi diversi ha scritto per numerose altre testate quali L'Espresso, L'Opinione, Il Tempo, Hurrà Juventus, Il Dilettante, La Regione e La Gazzetta dello Sport per la quale, in particolare, ha firmato i testi di una recente storia della Nazionale di calcio in DVD. È stato notista sportivo anche di svariate testate internazionali, tra le quali Sport et Vie (Belgio), Football Club (Francia), La Regione (Svizzera), Moskovskij Komsomolets, Futbol (Russia), Start (Ucraina) e Sportul Romanesc (Romania).
Dal 1999 al 2001 è stato ideatore e Direttore Editoriale di uno dei primi portali italiani sportivi www.sportcalcio.com.
Dal 2012 è opinionista di punta della trasmissione Te la do io Tokyo in onda tutti i giorni su Radio Centro Suono Sport 101,5.
Dal 2013 è Consulente per la comunicazione del Consiglio Nazionale Ingegneri. Dal 2016, per conto della Fondazione CNI, è Responsabile della Comunicazione e dell'Ufficio stampa del Consiglio Nazionale Ingegneri.
Dal 2016 è coordinatore giornalistico del periodico L'Ingegnere Italiano.
Dal 2018 è coordinatore editoriale del mensile Il Giornale dell'Ingegnere.
Dal 2021 è direttore responsabile della testata giornalistica affaritecnici.it.

## Pubblicazioni
Ha sempre affiancato a quella giornalistica un'intensa attività editoriale.
Ha esordito all'età di venti anni come coautore de la Storia del Calcio Italiano Giornata per Giornata, opera in 6 volumi curata da Paolo Carbone e pubblicata dalla Newton Compton.
Oltre ad aver firmato le 19 edizioni, gran parte delle quali come curatore, dell'Annuario del Calcio Mondiale (SET e Cantelli, 1988-2007), assieme a Salvatore Lo Presti nel 2006 ha pubblicato presso Cantelli Tutti i record del calcio.
Ha partecipato alla stesura di Calciomondo: l'Almanacco 1992-93 e Mondiali: La Grande enciclopedia della Coppa del Mondo, entrambi pubblicati da Conti Editore.
Nel 1995 ha pubblicato presso l'editore inglese EFRB The European Football Clubs and Players Records 1955-1994.
È autore dei testi della serie di 14 DVD de La grande Storia della Nazionale edita da Gazzetta dello Sport/RAI Trade.
Nel 2010 presso l'editore Iacobelli ha pubblicato Lo sport e l'Europa. Dal conflitto al dialogo un saggio che ripercorre trenta anni di scontri e mediazioni tra le organizzazioni sportive mondiali e l'UE sul tema della specificità dello sport in rapporto al diritto comunitario. Il libro ha vinto la menzione speciale per l'area tecnica ai Premi CONI 2011.
Nel 2011 sempre con Iacobelli ha pubblicato Le pagine nere del calcio italiano. Tutti gli scandali minuto per minuto una ricostruzione di oltre ottanta anni di scandali del calcio italiano. Dall'illecito sportivo al calcioscommesse, dal doping alla violenza, dagli scandali finanziari al clamoroso capitolo di Moggiopoli e Calciopoli.
Nel 2012 è la volta di Da porta a porta. Gli ultimi dribbling dei furbetti del calcio che sviluppa alcuni temi trattati nel libro precedente. In particolare, il processo di Napoli a Calciopoli e il clamoroso scandalo di Scommessopoli. Spazio anche ad un capitolo di calcio e cronaca nera con gli ultimi sviluppi del caso di Donato Bergamini.
Nel 2014, col libro Stella d'Africa, porta all'attenzione del pubblico l'incredibile vicenda umana e sportiva di Luciano Vassallo. Campione del calcio etiope ed africano negli anni '60, per anni capitano e poi CT dell'Etiopia, recordman di presenze e reti con la Nazionale, vincitore della Coppa d'Africa nel '62 e miglior calciatore africano nel '68, Vassallo negli anni '70 fu costretto a fuggire in Italia dal regime di Menghistu. Perdendo tutto, tranne la stima e l'amore dei suoi antichi tifosi ma soprattutto la voglia di combattere per sopravvivere. Il libro ha avuto un importante riconoscimento vincendo il "Premio Nazionale Letteratura del Calcio Antonio Ghirelli" 2015, organizzato dalla FIGC.
Nel 2022 è la volta dei 3 volumi dell'opera "Ingegneri e rappresentanza", pubblicata a cura del CNI. Il libro ricostruisce l'attività di rappresentanza politica della categoria degli ingegneri, a partire dal 1875 fino ai nostri giorni, attraverso l'analisi approfondita di tutta la documentazione esistente, con particolare riferimento agli atti ufficiali dei Congressi e di tutti gli organismi di categoria.